# NGC 96
NGC 96은 안드로메다자리 방향에 있는 은하이다.